# Eric Mabius
Eric Mabius (Harrisburg, Pennsylvania, 22. travnja 1971.) američki je glumac. Najpoznatiji je po ulogama u TV serijama „Ružna Betty" i „The L Word" te po filmovima „Resident Evil" i „Okrutne namjere".